# Mogadiscio Stadium
Le Mogadiscio Stadium est un stade situé à Mogadiscio, en Somalie.
Il a une capacité de 35 000 places.
Il est utilisé par l'Équipe de Somalie de football et par 3 clubs du Championnat de Somalie : le BS Club, l'Elman FC, et le Somali Fruit.

## Historique

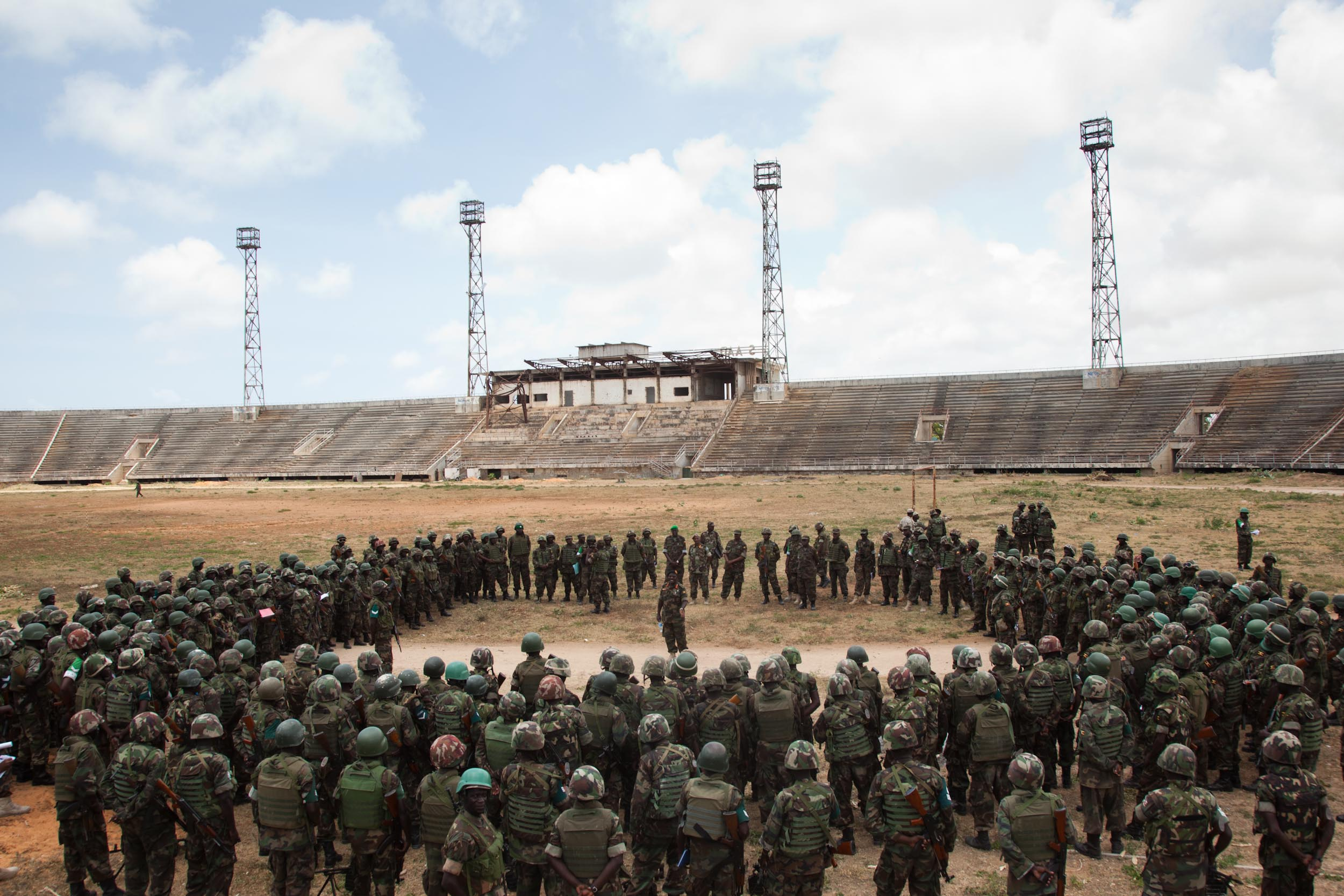
18/09/2011 - Mogadiscio, Somalie - Le commandant des forces terrestres de l’UPDF, le général de corps d’armée Edward Katumba Wamala, s’adresse aux soldats du 7e bataillon au stade national de Somalie, à Mogadiscio. Le stade était auparavant la base d’al-Shabaab jusqu’à leur retrait de la capitale le 6 août 2011. Le commandant a félicité les soldats pour leur succès mais les a avertis de rester vigilants dans les mois à venir.

Il a été inauguré en 1977, puis rénové avec l'aide de la FIFA en 2006, notamment en y installant du gazon artificiel.
Depuis 1991, il sert de base militaire et change régulièrement d'occupant.
Depuis les années 1990, il a été occupé par des soldats pakistanais des Nations unies. Après leur départ et celui du président Mohamed Siad Barre, le stade est resté plusieurs années aux mains des shebab (rebelles islamiques issus de l'Union des tribunaux islamiques) auxquels le stade servait de stand de tir. Le stade a été repris en 2006 après l'intervention éthiopienne. L'édifice sportif est alors occupé par les armées ougandaise et éthiopienne déployées sous l'égide de l'Union africaine.
Seize ans après le dernier match joué dans cette enceinte, le Mogadiscio Stadium accueille à nouveau un match de football le 30 juin 2020 entre Horseed SC et Mogadishu City Club.